# Wydundra
Wydundra är ett släkte av spindlar. Wydundra ingår i familjen Prodidomidae.

## Dottertaxa tillWydundra, i alfabetisk ordning[1]
- Wydundra anjo
- Wydundra barrow
- Wydundra carinda
- Wydundra charnley
- Wydundra churchillae
- Wydundra clifton
- Wydundra cooper
- Wydundra cunderdin
- Wydundra daunton
- Wydundra drysdale
- Wydundra ethabuka
- Wydundra fitzroy
- Wydundra flattery
- Wydundra garnet
- Wydundra gibb
- Wydundra gully
- Wydundra gunbiyarrmi
- Wydundra humbert
- Wydundra humptydoo
- Wydundra jabiru
- Wydundra kalamurina
- Wydundra kennedy
- Wydundra kohi
- Wydundra lennard
- Wydundra lindsay
- Wydundra lowrie
- Wydundra moolooloo
- Wydundra moondarra
- Wydundra morton
- Wydundra neinaut
- Wydundra newcastle
- Wydundra normanton
- Wydundra octomile
- Wydundra osbourne
- Wydundra percy
- Wydundra solo
- Wydundra uluru
- Wydundra undara
- Wydundra webberae
- Wydundra windsor
- Wydundra voc